# نولهیواران‌فارو
نولهیواران‌فارو (به لاتین: Nolhivaranfaru) یک منطقهٔ مسکونی در مالدیو است. نولهیواران‌فارو ۶۳۴ نفر جمعیت دارد.